# Henrik Gabriel Porthan

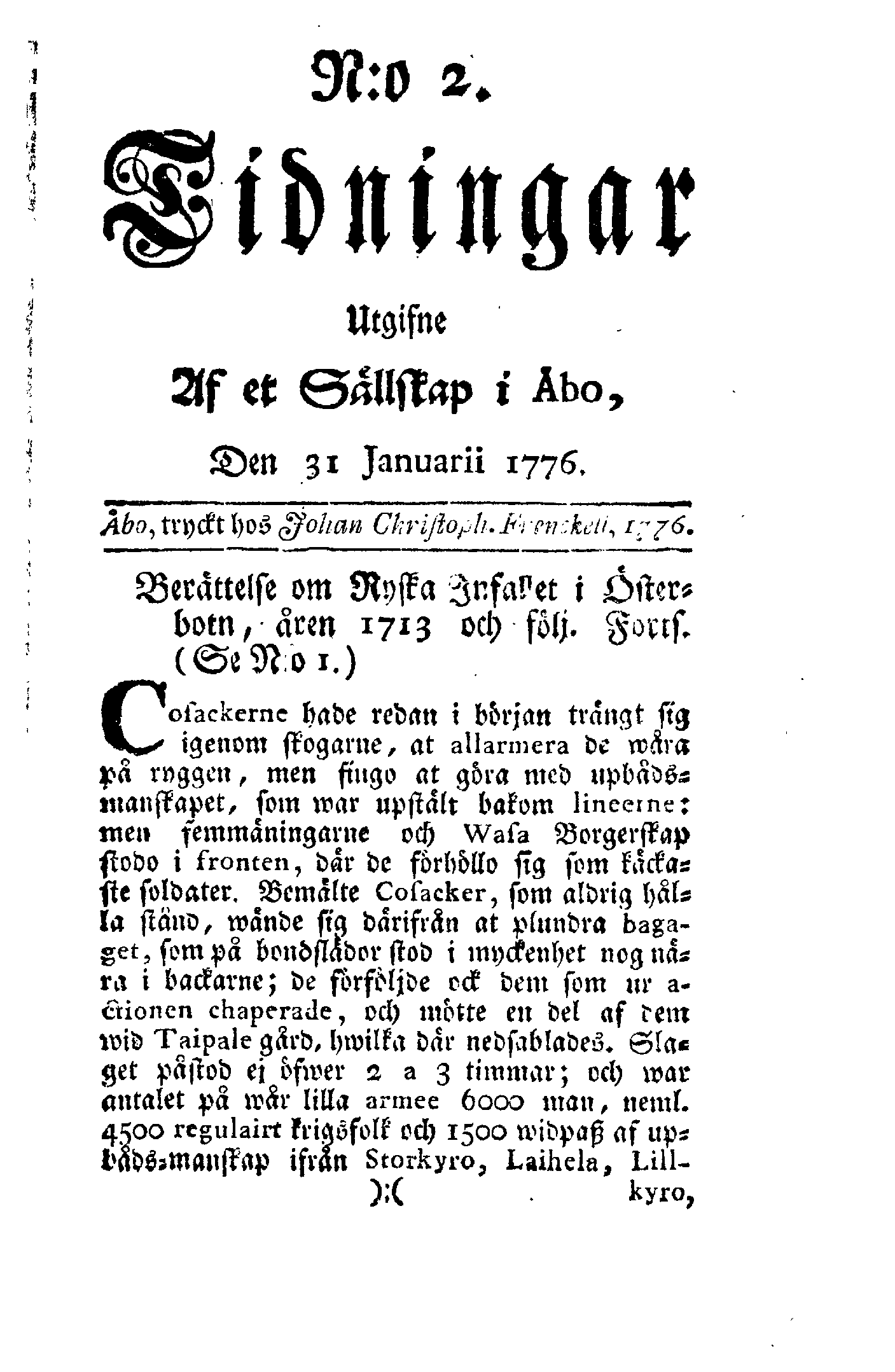
Tidningar utgifne af et sälskap I Åbo, 1776 – pismo pod redakcją Porthan, pierwsza fińska gazeta

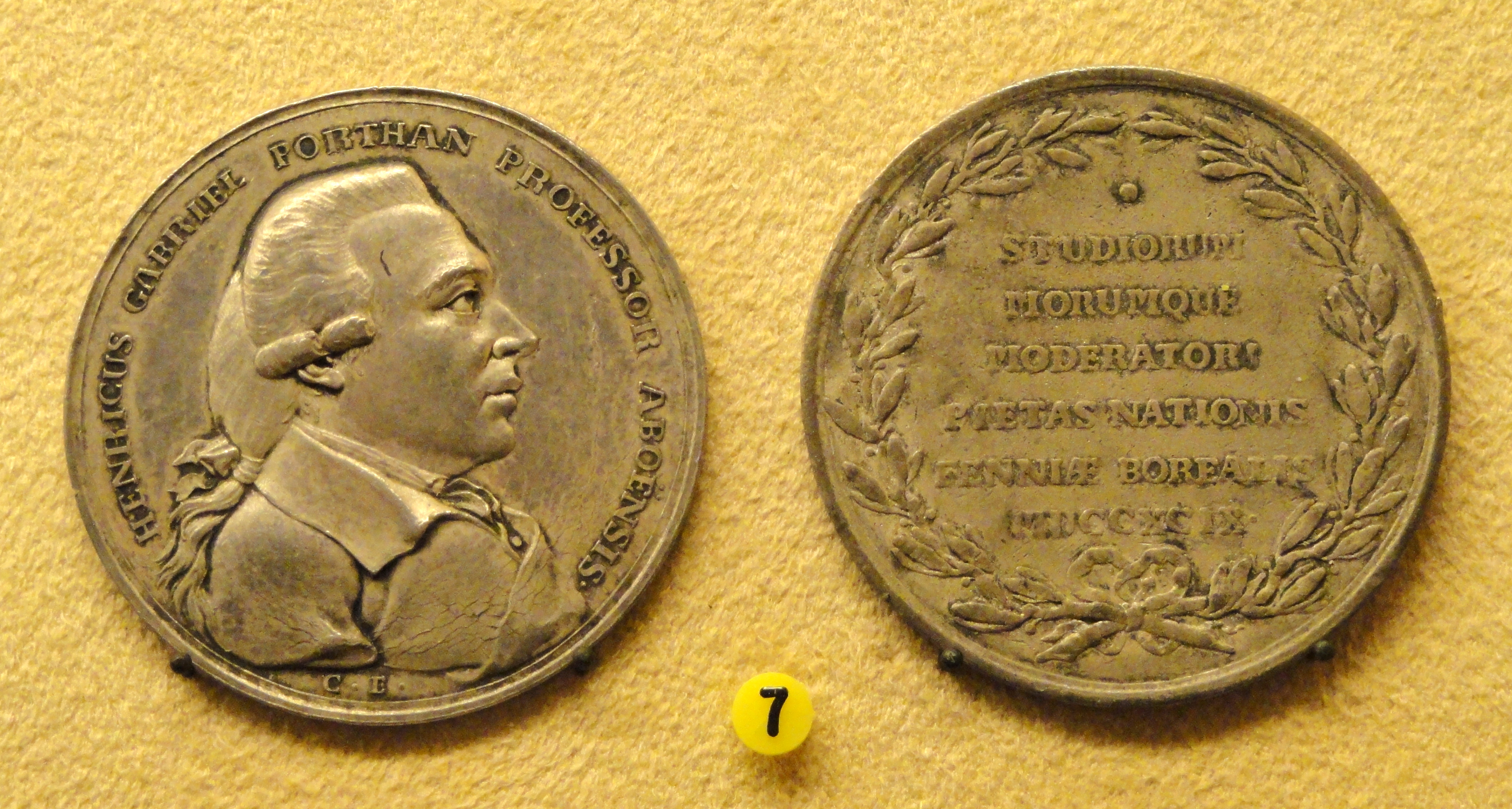
Medal na cześć Porthana z 1799 roku, Fińskie Muzeum Narodowe

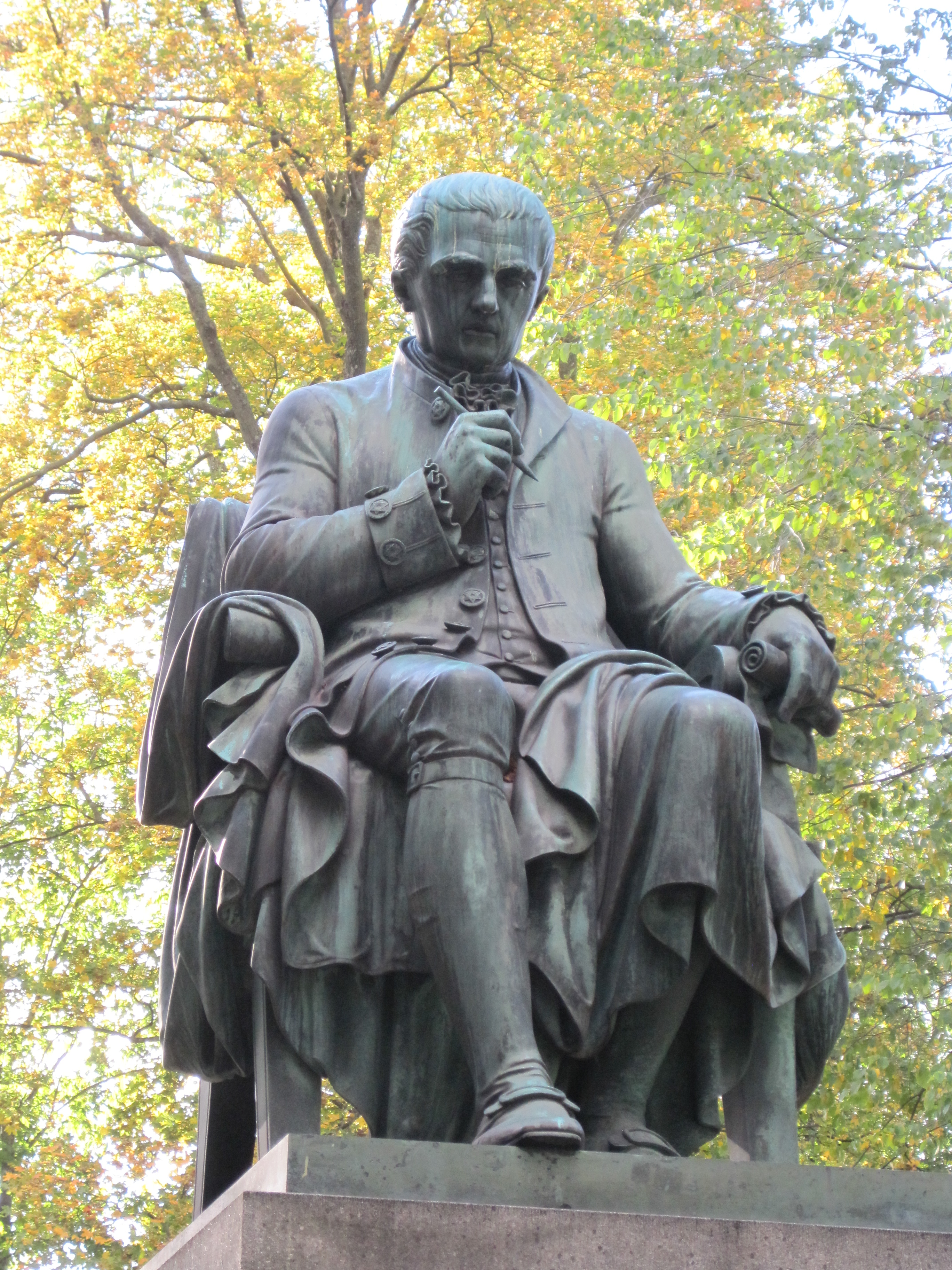
Pomnik Porthana w Turku

Henrik Gabriel Porthan (ur. 8 listopada 1739 w Viitasaari, zm. 16 marca 1804 w Åbo) – fiński historyk, badacz literatury ludowej, redaktor naczelny Tidningar utgifne af et sälskap I Åbo – pierwszej fińskiej gazety. Nazywany „ojcem fińskiej historii”.

## Życiorys
Henrik Gabriel Porthan urodził się 8 listopada 1739 roku w Viitasaari w rodzinie pastora Sigfrida Porthana i jego żony Christiny Juslenius . Matka pochodziła ze znanej rodziny akademickiej – jej ojcem był Gabriel Juslenius (1666–1724), profesor teologii Królewskiej Akademii w Turku (fi. Turun akatemia), a wujem Daniel Juslenius (1676–1752), profesor języków starożytnych na Królewskiej Akademii i biskup Kościoła Szwecji w Porvoo i Skarze .
Z uwagi na chorobę psychiczną ojca, Henrik Gabriel wychowywał się w domu wuja pastora Gustawa Jusleniusa w Kronoby w Ostrobotni. Jego starszy brat Sigfrid został zabrany przez wuja w Turku, a rodzinnym domu pozostała matka z dwoma siostrami . 
W wieku 15 lat Porthan wstąpił do Królewskiej Akademii w Turku, gdzie studiował przede wszystkim grekę i hebrajski u Carla Abrahama Clewberga (1712–1765). Pod kierunkiem Jakoba Haartmana (1717–1788) napisał dwie rozprawy Revelationi quid debeat philosophia nostra (tłum. „Co nasza filozofia zawdzięcza objawieniu”, część 1. w 1758 roku i część 2. w 1762 roku) . W duchu Leibniza bronił tezy, że istnienie Boga można udowodnić rozumowaniem . 
Po ukończeniu studiów magisterskich szybko został docentem języków klasycznych, a wkrótce także kierownikiem Biblioteki Akademii (1772–1777), znacznie powiększając jej zbiory o druki szwedzkie i fińskie . W 25-tomowym dziele Historia bibliothecae regiae Academiae Aboensis (1772–1795) opisał historię zbiorów bibliotecznych . Wynagrodzenie bibliotekarza było bardzo niskie i Porthan musiał dorabiać jako nauczyciel. 
W 1777 roku został profesorem języków klasycznych i literatury antycznej . Był zwolennikiem ideologii oświecenia i w 1777 roku założył humanistyczne stowarzyszenie Aurora . Chociaż działalność Aurory nie trwała długo, to publikacja towarzystwa redagowana przez Porthana Tidningar utgifne af et sälskap I Åbo (tłum. „Wiadomości publikowane przez społeczeństwo w Turku”), później Åbo Tidningar, była pierwszą gazetą w Finlandii  (wydawana w latach 1771–1778 i 1782–1785 ). 
Porthan prowadził wykłady z filozofii, edukacji, teologii, archeologii klasycznej, historii, językoznawstwa i estetyki . Jego podstawową ideą nauczania było wpajanie studentom krytycznego nastawienia. Wiele uwagi poświęcał literaturze i zajął się badaniem poezji fińskiej na podstawie zbiorów poezji i słownictwa Cristfrieda Ganandera (1741–1790) . Wyniki swojej pracy przedstawił w dziele De poësi Fennica (tłum. „O poezji fińskiej”), które zostało opublikowane w dwóch tomach (część 1. między 1766 a 1768 rokiem, część 2. w 1778 roku) . Porthan był zwolennikiem dominującej wówczas teorii, języki fiński i hebrajski są ze sobą powiązane, i zwrócił uwagę na orientalne cechy ludowej poezji fińskiej . Jego podejście zmieniło się pod wypływem postępu w badaniach językoznawczych, podkreślających wyjątkowość ludów ugrofińskich i brak ich powiązań z Hebrajczykami czy Scytami . W kolejnej części swojego opracowania docenił wartość poezji ludowej i jako pierwszy zauważył, że badania mogą zredukować liczbę wariantów wiersza do „normalnej wersji” . 
W 1779 roku wyjechał w podróż studialną do Getyngi, gdzie na tamtejszym uniwersytecie spotkał się z niemieckim historykiem Augustem Ludwigiem von Schlözerem (1735–1809), którego dzieło Allgemeine nordische Geschichte przestudiował dwa lata wcześniej . W Getyndze słuchał również wykładów orientalisty Johanna Davida Michaelisa (1717–1791) . Dla pisma Schlözera „Briefwechsel” napisał artykuł Die neuesten Nachrichten von Finnland, dem europäischen Kanada . 
Prawdopodobnie największy wpływ na Porthana wywarło klasyfikowanie przez Schlözera relacji językowych między ludami północnej Europy i Azji z precyzją charakterystyczną dla nauk przyrodniczych . Porthan całkowicie porzucił swoje próby łączenia Finów z Hebrajczykami, Scytami, Grekami czy innymi starożytnymi ludami i zainteresował się znaczeniem badań językowych dla historii wczesnego osadnictwa . Poświęcił się głównie badaniom historycznym a jego celem było opracowanie ogólnej historii Finlandii . W trakcie badań archiwalnych podczas wizyty w Szwecji w 1782 roku wpadł na pomysł skomentowania i opublikowania dzieła Chronicon episcoporum finlandensium Paulusa Juustena (1516/1520–1575). Swój komentarz oparł m.in. na listach papieskich dotyczących Finlandii . Całość została wydana jako M. Pauli Justen, episc. Quondam Ab. Chronicon espiscoporum Finlandensium annotationibus et sylloge monumentorum illustratum . Praca ma monstrualny charakter – składa się z komentarzy, komentarzy do komentarzy, notatek i uwag do notatek.
Porthan uparcie walczył z uprzedzeniami i uogólnieniami.
W 1785 roku wydał rozprawę doktorską De praejudiciis amovendis, a w 1792 roku dzieło o sceptycyzmie historycznym De scepticismo historica, które może być uznane za pierwszą pracę w Finlandii dotyczącą metodologii historii . 
W 1789 i w 1795 roku napisał kolejno dwie rozprawy na temat znaczenia języka w badaniach historycznych, wskazując, że język fiński to mieszanka słów zapożyczonych ze wschodu i z zachodu . Jego celem stało się opracowanie obszernego słownika dialektów i etymologii języka fińskiego . 
Oprócz badań historycznych Porthan interesował się także geografią . W 7. edycji „geografii Tunelda” – dzieła szwedzkiego geografa Erika Tunelda (1709–1788) – ukazał się opis geograficzny Finlandii pióra Porthana . 
Porthan nigdy się nie ożenił . Zmarł 16 marca 1804 roku w Åbo . 

## Dzieła
Prace podane za Suomen kansallisbiografia :
- 1758 – Revelationi quid debeat philosophia nostra (Tom 1)
- 1762 – Revelationi quid debeat philosophia nostra (Tom 2)
- 1766/1768 – De poësi Fennica (Tom 1)
- 1772–1787 – Dissertatio historiam Bibliothecae Regiae Academiae Aboënsis exponens (25 tomów)
- 1778 – De poësi Fennica (Tom 2)
- 1785 – De praejudiciis amovendis
- 1786–1789 – De Bircarlis
- 1788 – De antiqua gente Qvenorum
- 1792 – De scepticismo historica
- 1784–1800 – Magistri Pauli Juusten, episcopi quondam Aboensis Chronicon episcoporum Finlandensium, annotationibus et sylloge monumentorum illustratum (56 tomów)

## Odznaczenia
- 1802 – Order Gwiazdy Polarnej[1]

## Upamiętnienie
Prace Porthana zainicjowały badania nad językiem, literaturą i historią Finlandii, co przyczyniło się do odrodzenia kultury fińskiej w XIX wieku . W 1799 roku Stowarzyszenie Studentów Borealnych Nation wybiło medal na jego cześć z jego portretem i napisem Studiorum Morumque Moderatori Pietas Nationis Borealis MDCCLXXIC, a sam Porthan otrzymał jego jedyny egzemplarz wykonany w złocie . 
Nazywano go „ojcem fińskiej historii” . W 1864 roku wystawiono mu pomnik w Turku, który został wykonany przez szwedzkiego rzeźbiarza Carla Eneasa Sjöstranda (1828–1906) .
Wzniesiony w 1957 roku nowy, modernistyczny gmach uniwersytetu helsińskiego nazwano na cześć Porthana – „Porthania”.
Na cześć Porthana nazwano jedną z planetoid z pasa głównego asteroid odkrytą w 1943 roku – (2333) Porthan.